# Sangod
Sangod é uma cidade e um município no distrito de Kota, no estado indiano de Rajasthan.

## Geografia
Sangod está localizada a 24° 55′ N, 76° 17′ L. Tem uma altitude média de 256 metros (839 pés).

## Demografia
Segundo o censo de 2001, Sangod tinha uma população de 18,645 habitantes. Os indivíduos do sexo masculino constituem 52% da população e os do sexo feminino 48%. Sangod tem uma taxa de literacia de 64%, superior à média nacional de 59.5%: a literacia no sexo masculino é de 76% e no sexo feminino é de 52%. Em Sangod, 17% da população está abaixo dos 6 anos de idade.